# ムネオイズム 〜愛と狂騒の13日間〜
『ムネオイズム 〜愛と狂騒の13日間〜』は、金子遊監督による日本のドキュメンタリー映画。2013年6月22日公開。
金子遊が2009年から2年間にわたって、元衆議院議員・鈴木宗男と彼がひきいる北海道の地域政党・新党大地を取材した映像を収めたものである。映画ではその中から、2009年8月に行われ、民主党が政権交代を実現した衆議院選挙での戦いを扱っている。

## 経過

### 概要
『ムネオイズム』は2012年4月に完成し、渋谷のアップリンク・ファクトリーで完成試写が行われた。ゲストトークはジャーナリストの岩上安身。
同年7月に大阪経済法科大学で鈴木宗男の講演会と共に上映会が催されて、反響を呼んだ。2012年11月にTAMA CINEMA FORUM映画祭 と福井映画祭で上映された。2013年に、奈良前衛映画祭2013で上映。
2013年6月より、オーディリウム渋谷での単館ロードショーから全国公開が開始された。2013年8月に第七藝術劇場にて大阪公開、シネマ・ジャック＆ベティにて横浜公開。

### クラウドファンディング
本作は2012年4月に完成した後、motion galleryというクラウドファンディングにおいて、配給宣伝の資金を一般から募った。2013年3月まで一年弱に及んだファンディングの結果、資金を調達している。